# Svenska Djurskyddsföreningen
Svenska Djurskyddsföreningen är en politiskt oberoende och ideell paraplyorganisation för Sveriges tre äldsta djurskyddsföreningar: Svenska Allmänna Djurskyddsföreningen (bildad 1875), Svenska Kvinnors Djurskyddsförening (bildad 1880) och Skol- och Ungdomsförbundet (bildat 1885). Föreningen grundades 1875 och är den organisation som står öppen för medlemskap från allmänheten, och verkar för alla djurs rätt till human behandling och goda levnadsförhållanden. 

## Verksamhetsområden
Det arbete som föreningen utför är bland annat att upplysa och informera om djur, djurskydd, djurhållning och lagar bland allmänhet, näringsliv och politiker. Föreningen är även remissinstans för departement och myndigheter. De verkar opinionsbildande mot massmedia och allmänhet. Svenska Djurskyddsföreningen ger också ut stipendier för att främja vetenskaplig forskning.
Svenska Djurskyddsföreningens verksamhetsområden är:
- Sveriges krav på bedövning innan slakt ska kvarstå
- Ursprungsmärkning av allt kött
- Sveriges djurskyddsregler för animalieproducerande djur ska behållas
- Forskning ska bedrivas med alternativa metoder
- Förbjud pälsdjursuppfödning
- Obligatorisk ID-märkning och registrering av katt
- Nej till ett förbud mot vissa hundraser
- En livskraftig rovdjursstam
- Arbete för igelkottar
- Bevara lagen om kornas rätt att beta utomhus

## Samarbeten och projekt
Svenska Djurskyddsföreningen är ansluten till den internationella djurskyddsorganisationen World Society for the Protection of Animals samt SIS Swedish Standards Institute. Med sitt deltagande i SIS Swedish Standards Institute verkar föreningen för en internationell standardisering av djurskydd i livsmedelsbranschen.
Förutom dessa medlemskap så stödjer de den ideella föreningen VOOV (Veterinär omtanke om våldsutsatta) som hjälper våldsutsatta personer med deras sällskapsdjur. De samarbetar med Djurhemsförbundet samt stödjer Hästsverige, Svenska Rovdjursföreningen och Gotlands Igelkottsfond. Svenska Djurskyddsföreningen har även tillsammans med Djurskyddet Sverige tagit fram undervisningsunderlag för lågstadieskolor som ska vara till grund för att utveckla ett respektfullt synsätt gentemot djur och natur bland barn. Detta projekt kallas REDE och står för ”respekt, empati, djur och etik”.